# Elektrosztatika

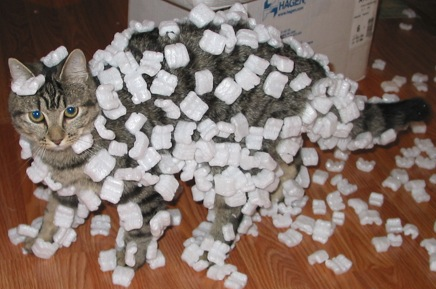
Az elektrosztatikus töltés miatt a polisztirol gyöngyök macskára tapadnak.

Az elektrosztatika a fizika azon ága, amely a nyugalomban lévő töltésekkel és az általuk keltett elektromos mező leírásával foglalkozik.
Az elektrosztatikus jelenségeket már az ókori görögök is megfigyelték. Bizonyos anyagok dörzsölés hatására könnyű dolgokat magukhoz vonzottak. Ekkor a megdörzsölt anyagok az elektrosztatikus feltöltődés hatására elektromos állapotba kerültek, elektromos töltésűvé váltak. A testek pozitív töltését elektronhiány, negatív töltését elektrontöbblet okozza. Az azonos töltések taszítják, az ellentétesek vonzzák egymást. A vezető anyagokban a töltéshordozó részecskék könnyen elmozdulhatnak. Az elektromos állapot az ilyen testekre átvihető érintkezéssel, ami ilyenkor az egész vezetőre szétterjed.
Az elektromos állapotú testek környezetében lévő vezetők is elektromos állapotba kerülnek. Ez az elektromos megosztás jelensége. Ekkor az elektromos test a vezetőben lévő töltéshordozókat a töltések előjelétől függően vonzza vagy taszítja. Így a vezető test felőli oldala a test töltésével ellentétes, míg a másik oldala azzal megegyező töltésű lesz.
Szigetelő anyagok környezetében az elektromos test azok egyes molekuláiban hoz létre megosztást és dipólusokat alakít ki. Ezeket a térerősség irányába forgatja, polarizálja a szigetelőt.

## Elektromos töltés
Néhány elemi részecske másra vissza nem vezethető tulajdonsága, amely meghatározza az elektromos kölcsönható képességüket. A testek töltése az elemi töltés egész számú többszöröse, amit töltésmennyiségnek nevezünk. Jele: Q , mértékegysége: C.
Az elemi töltés az elektron töltése, amit Robert Millikan amerikai fizikus határozott meg 1909-ben. Az elektromos töltések kimutatására szolgáló eszköz az elektroszkóp.
Zárt rendszerben a töltések előjeles összege állandó. Ez a töltésmegmaradás törvénye.

## Coulomb-törvény
A Coulomb-törvény a fizikában két pontszerű elektromos töltés közti elektromos kölcsönhatásból származó erő nagyságát és irányát adja meg. A törvényt Charles Augustin de Coulomb francia fizikus igazolta kísérleti úton, torziós mérleggel végzett mérések segítségével. A töltött testek között fellépő erőhatást Coulomb-erőnek nevezzük. Két azonos előjelű töltés taszítja, két különböző előjelű töltés vonzza egymást.
Az elektromos töltések egymásra erőhatást fejtenek ki. Ennek erőtörvényét Charles Augustin de Coulomb állapította meg 1785-ben.
{\displaystyle F={\frac {Q_{1}Q_{2}}{4\pi \varepsilon _{0}r^{2}}}\ ,}
ahol ε0 a vákuum permittivitása. ({\displaystyle \varepsilon _{0}=8{,}85\cdot 10^{-12}\mathrm {\frac {C^{2}}{N\cdot m^{2}}} })

## Elektromos mező
Az elektromos kölcsönhatást közvetítő erőtér. A nyugvó töltések által létrehozott elektromos mező időben állandó. Jellemzésére az elektromos térerősség (E) szolgál.
{\displaystyle E={\frac {F}{Q_{p}}}}.
Az elektromos mező konzervatív erőtér és érvényes rá a szuperpozíció elve.
Az elektromos mezőt erővonalakkal szemléltetjük. Adott pontban az elektromos térerősség iránya az erővonal érintőjének irányába esik, nagyságát pedig az erővonalak sűrűsége adja meg.
Az elektromos fluxus (Ψ) az adott felületen átmenő erővonalak számát adja meg.

### Gauss-törvény
Bármely zárt felület teljes elektromos fluxusa:
{\displaystyle \oint _{F}\mathbf {E} \cdot \mathbf {n} dF={\frac {q}{\varepsilon _{0}}}}

### Elektromos örvényerősség
Az elektrosztatikus mező nem örvényes, örvényerőssége zérus.
{\displaystyle \oint {\vec {E}}d{\vec {s}}=0}

### Elektromos feszültség
Az elektromos mező két pontját jellemző fizikai mennyiség. Jele:U, mértékegysége:V.
{\displaystyle U_{AB}={\frac {W_{AB}}{Q}}}.
A mező két pontja A és B, WAB pedig a két pont között a töltésen végzett munka.

### Elektrosztatikus potenciál
A végtelen távoli ponthoz viszonyított feszültség. Az elektromos mező azonos potenciálú pontjai energiaszinteket jelölnek. Ezeket ekvipotenciális felületeknek nevezzük.
{\displaystyle U_{r}={\frac {Q}{4\pi \varepsilon _{0}r}}}.

### Elektrosztatikus mező energiája
{\displaystyle \mathrm {d} W=\varepsilon _{0}\cdot A\cdot d\cdot E\cdot \mathrm {d} E}.
Az elektromos energiasűrűség:
{\displaystyle \varrho _{el}={\frac {W}{V}}={1 \over 2}\cdot {{C\cdot U^{2}} \over {A\cdot d}}={\frac {1}{2}}\varepsilon _{0}E^{2}={\frac {1}{2}}DE},

### Poisson-egyenlet
{\displaystyle {\nabla }^{2}\phi =-{\rho  \over \varepsilon _{0}}.}

### Laplace-egyenlet
{\displaystyle {\nabla }^{2}\phi =0,}

## Vezető elektrosztatikus mezőben
Elektrosztatikus állapotban vezetőre vitt töltés mindig annak felületén helyezkedik el, mivel az egynemű töltések taszítják egymást. A vezető belsejében a térerősség zérus, a felületén merőleges a felületre. A vezető minden pontja ekvipotenciális. A csúcsokon nagyobb a töltéssűrűség, mivel ez a görbületi sugárral fordítottan arányos.
A vezetőfelületekkel határolt térrészek elektromosan árnyékoltak. A vezető belsejébe vitt töltés elektromos mezője a vezető földelésével árnyékolható.